# Nukila Amal
Nukila Amal (ur. 26 grudnia 1971 w Ternate) – indonezyjska pisarka.

## Życiorys
Ukończyła studia na uczelni Sekolah Tinggi Pariwisata Bandung. Swoją karierę pisarską rozpoczęła w 1997 roku.
W 2003 r. wydała powieść pt. Cala Ibi (z języka ternate „koliber”), która zakwalifikowała się do prestiżowej nagrody literackiej Khatulistiwa oraz została przetłumaczona na języki niderlandzki i włoski. Zbiór opowiadań Laluba (z języka galela „delfin”) z 2005 r. przyniósł jej nagrodę magazynu „Tempo” w kategorii najlepsze dzieło literackie. W 2010 r. za to samo dzieło otrzymała nagrodę instytutu Badan Bahasa.
W 2008 r. jej opowiadanie pt. Smokol (opublikowane na łamach gazety „Kompas”) zdobyło nagrodę dziennika w kategorii najlepsze opowiadanie. W 2013 r. wydała książkę dla dzieci zatytułowaną Mirah Mini: Hidupmu, Keajaibanmu.
Jej ojciec to historyk M. Adnan Amal, autor książki Kepulauan Rempah-rempah.

## Twórczość
- Cala Ibi (powieść, 2003)
- Laluba (zbiór opowiadań, 2005)
- Smokol (opowiadanie, 2008)
- Mirah Mini: Hidupmu, Keajaibanmu (książka dla dzieci, 2013)